# Latife Tekin
Pour les articles homonymes, voir Tekin.
Latife Tekin (née en 1957 à Kayseri) est une écrivaine turque.

## Biographie
Latife Tekin naît en 1957 à Kayseri dans une famille paysanne, elle vit l'exode rural turc et est amenée ses études supérieures à Istanbul. Après avoir enchaîné plusieurs emplois, et à la suite du coup d'état de septembre 1980, elle écrit un premier roman, Sevgili Arsız Ölüm, consacré aux bidonvilles stambouliotes, qui connaît un vif succès.
En 2009, elle est listée par l'International Freedom of Expression Exchange parmi les « journalistes, écrivaines et activistes prises pour cible dans l'exercice de leur profession » cette même année.

## Œuvres
- Sevgili Arsız Ölüm [« Contes de la montagne d'ordures »], 1983[5]
- Buzdan Kılıçlar [« Épées de glace »], 1989[6]